# Hussaria

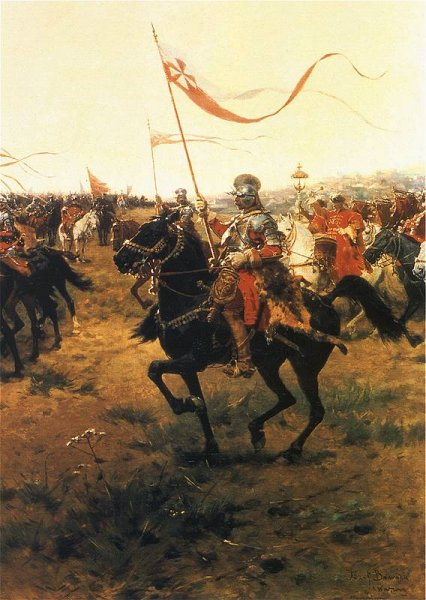
Józef Brandt, Husare, 1890

Die Hussaria (polnisch husaria), auch Flügelhusaren genannt, ist eine aus den Husaren entwickelte polnisch-litauische Reiterei, die im 16. und 17. Jahrhundert den Kampftruppenkern der polnisch-litauischen Armee bildete. Im Laufe dieser Zeit entwickelte sich die Hussaria von einer leichten oder gemischten zu einer einheitlich schweren Reiterei, deren Auftrag es war, in einem massiven Angriff die feindlichen Truppen zu zerschlagen und zur Flucht zu zwingen. Ihren bedeutendsten Sieg errang sie 1683 in der Schlacht am Kahlenberg, wo es ihr unter der Führung von König Johann III. Sobieski gelang, das Wien belagernde Osmanische Heer vernichtend zu schlagen.

## Geschichte

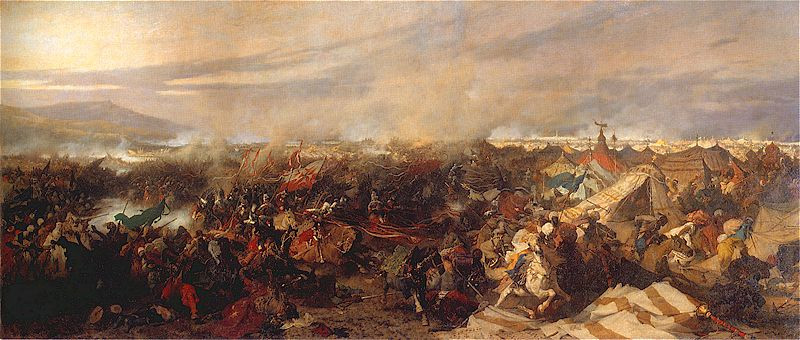
Józef Brandt, Schlacht am Kahlenberg

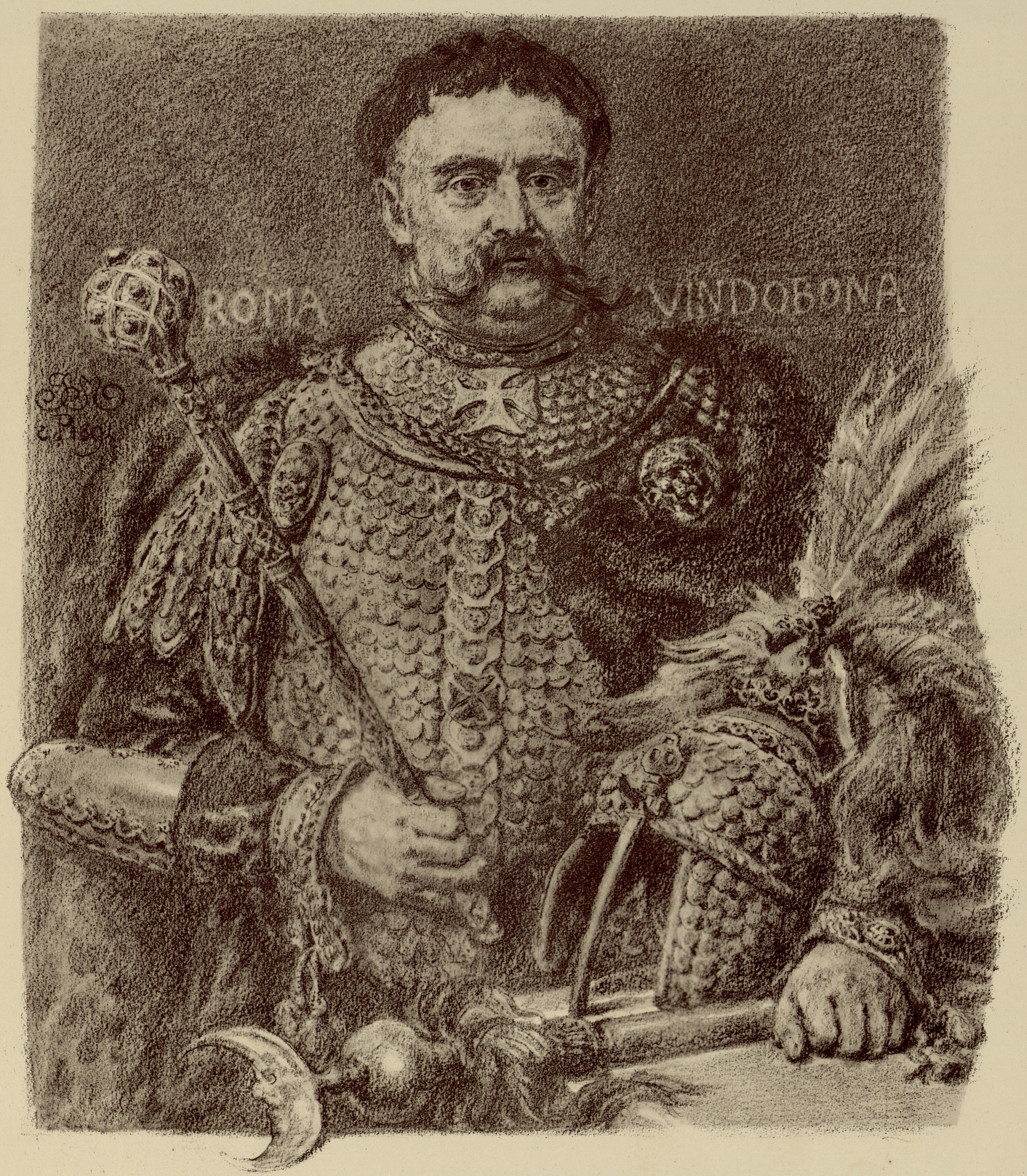
Johann III. Sobieski, Befehlshaber der Hussaria

Die Hussaria war die Elite-Kavallerie Polen-Litauens in der frühen Neuzeit. Sie war über einen Zeitraum von 125 Jahren ungeschlagen und gilt daher als eine der effektivsten Kavalleriegattungen der Weltgeschichte. Sie hatte eine untypische Bewaffnung und Kampfführung, meist in Unterzahl, was für ihre taktische Überlegenheit sprach.
Der polnische Staat hatte während der Blütezeit der Hussaria mit mehreren Gegnern zu tun, die unterschiedlich in ihrer Kriegsweise wie auch Bewaffnung waren. An den Norden grenzten die Schweden, die über exzellente Infanterieverbände und eine gut geschulte Reiterei verfügten, an den Osten die Russen, sowie an den Südosten die Tataren und Kosaken, größtenteils leichte Reiter. Südlich der polnischen Grenzen dominierten die Osmanen, deren Hauptstärke ihre stehende Armee war. Der Gegner im Westen waren die Teilstaaten des Heiligen Römischen Reichs, darunter das Habsburgerreich, die der westlichen Militärtradition verpflichtet waren.
Die bedeutendsten Siege der Flügelhusaren waren 1605 die Schlacht bei Kirchholm und 1683 die Schlacht am Kahlenberg. Die erste Schlacht war vor allem geprägt durch den erfolgreichen Angriff der polnischen Hussaria auf zehnfach überlegene schwedische Infanterie. Am Kahlenberg besiegten die Flügelhusaren, unter der Führung von Johann III. Sobieski, das Osmanische Heer bei dessen zweiter Belagerung Wiens.
Verbesserungen der Schusswaffen und damit einhergehende Veränderungen der Kriegskunst reduzierten den Wert gepanzerter Reiterei deutlich, sodass die Hussaria im 18. Jahrhundert meist nur noch für Repräsentationszwecke eingesetzt wurde. 1775 wurde sie abgeschafft und durch modernere, leichtere Reiterei ersetzt, wie z. B. durch die Ulanen oder Husaren. Dennoch ist die Hussaria den Polen bis heute als die legendäre Reiterei im Gedächtnis geblieben, die auch symbolisch in den Abzeichen der modernen polnischen Panzertruppe und Luftwaffe weiterlebt.

## Liste von Schlachten mit Beteiligung der Hussaria
- Schlacht bei Orscha (1514)
- Schlacht bei Obertyn (1531)
- Schlacht bei Lubiszewo (1577)
- Schlacht bei Byczyna (1588)
- Schlacht bei Kokenhausen (1601)
- Schlacht bei Kirchholm (1605)
- Schlacht bei Kluschino (1610)
- Schlacht bei Chotyn (1621)
- Schlacht bei Stuhm (1629)
- Schlacht bei Martynow (1624)
- Schlacht bei Ochmotow (1644)
- Schlacht bei Berestetschko (1651)
- Schlacht bei Polonka (1660)
- Schlacht bei Chotyn (1673)
- Schlacht bei Lesienice (1675)
- Schlacht am Kahlenberg (1683)
- Gefecht bei Hodów (1694)

## Ausrüstung

### Waffen

#### Lanzen
Die als Kopia, auch Copia, bezeichnete 4 bis 5,5 m lange Lanze der Husaren wurde aus Espenholz hergestellt und war sehr leicht und hohl. Sie diente vor allem zum Durchbrechen der vorderen Formationsreihen und brach üblicherweise schon nach dem ersten Aufprall bei einem Angriff. Für längere Reisen oder Paraden wurden an den Sätteln spezielle Halterungen für die Lanze angebracht, wie sie etwa auch bei kosakischer Reiterei und den Ulanen üblich waren. Die Lanze war der einzige Teil der Ausrüstung, der vom Staat finanziert wurde. Deshalb bestand die Truppe meist aus reichen Adligen (Szlachta) und den von ihnen unterhaltenen Gefolgsleuten.

#### Schusswaffen
Die Hussaria bevorzugte lange Zeit Pfeil und Bogen. Sie waren treffsicherer und wurden auch beim Angriff ab zirka 200 Metern Entfernung während des Reitens benutzt. Meist reichte es für nur eine Salve, doch erlangte man zumindest eine Schwächung des Gegners. Später wurden auch Pistolen (größtenteils als Paar) und Gewehre eingesetzt.

#### Klingen- und Schlagwaffen
Die anfänglich eingesetzten Schwerter wurden später von Säbeln verdrängt, da diese für einen starken Schlag nicht so schwer sein mussten und es mehr auf Körpereinsatz und Klingenkrümmung ankam. Der Säbel war auch handlicher, da er leichter und kürzer war. Da die Husaren ihre Waffen selbst beschafften, kamen diverse Säbelmodelle (darunter auch diverse Beutewaffen) zum Einsatz. Auch Pallasch oder Kriegshammer („Nadziak“) und der sog. „Koncerz“ (eine bis zu 1,8 m lange Mischung aus Schwert und Lanze mit Dreieckspitze) fanden Verwendung.

### Rüstung

#### Panzerung

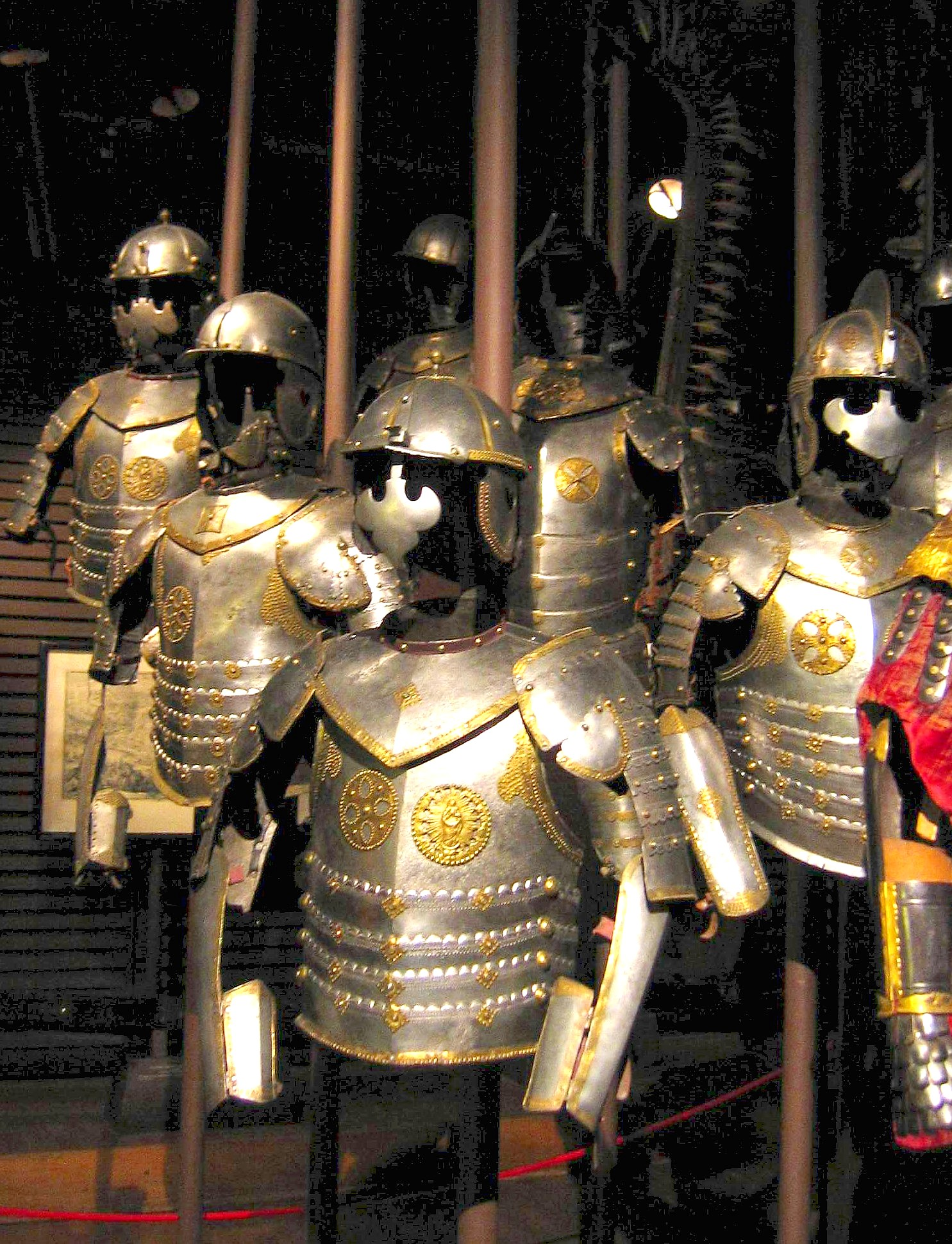
Hussaria-Rüstungen aus dem 17. Jh.

Die Rüstung der Husaren veränderte sich im Laufe der Zeit. Zuerst orientierte sich der König an der europäischen Entwicklung und ließ die Husaren auf leichtere Rüstungen umsteigen. Die ersten Rüstungen bestanden somit nur aus einem leichten Kettenhemd und einem dünnen Plattenpanzer. Der Kopfschutz bestand aus einem Helm mit breitem Nasenschutz; dieser war jedoch besonders umstritten. Später wurden Armschienen angeschafft und der Nasenschutz entfernt, da er die Sicht raubte – dieser wurde jedoch später wieder eingeführt. Das Kettenhemd wurde abgeschafft, und der Plattenpanzer verstärkt und innen mit Rehleder ausgekleidet. Dies war die endgültige Form des Panzers. Die Adeligen ließen die Rüstungen in Venedig herstellen, da dort die besten Schmiede arbeiteten.
Es gab noch eine weniger beliebte leichte Rüstung, die kaum im Kampf eingesetzt wurde. Diese bestand aus hartem Leder, das mit Nieten bestickt wurde.

#### Flügel
Flügel waren bei Husaren nicht verpflichtend. Sie bestanden aus Holz- oder Stahlbügeln mit daran knapp beieinander befestigten Adlerfedern, die bis über den Kopf des Reiters hinausragten (daher die deutsche Bezeichnung „Flügelhusaren“). Ursprünglich wurden sie auf dem Sattel, im Laufe des 17. Jahrhunderts dann auf dem Rückenpanzer befestigt. Die Flügel sollen beim schnellen Ritt einer größeren Einheit ein deutlich hörbares Geräusch produziert haben, wobei dies auch auf die charakteristischen und obligatorischen Stoffwimpel an der Lanzenspitze zurückzuführen sein konnte. Sie dienten dazu, die gegnerischen Pferde mit dem Geraschel der Adlerfedern zu verängstigen und sie somit unkontrollierbar zu machen. Die Pferde der Husaren wurden auf dieses Geräusch trainiert, damit sie nicht scheuten. Die Flügel dienten aber auch zum Schutz gegen Hiebe auf den Rücken und verhinderten, dass die Tataren ihre Wurfschlingen verwenden konnten. Die Flügel sollten vermutlich die galoppierenden Husaren durch ihr Rauschen und Aussehen besonders furchteinflößend erscheinen lassen. Der Ursprung der Flügel bleibt rätselhaft, fest steht, dass sie nicht zwingend vorgeschrieben waren und auch öfter zum Paradieren als zum Kämpfen aufgezogen wurden.

## Erinnerungskultur

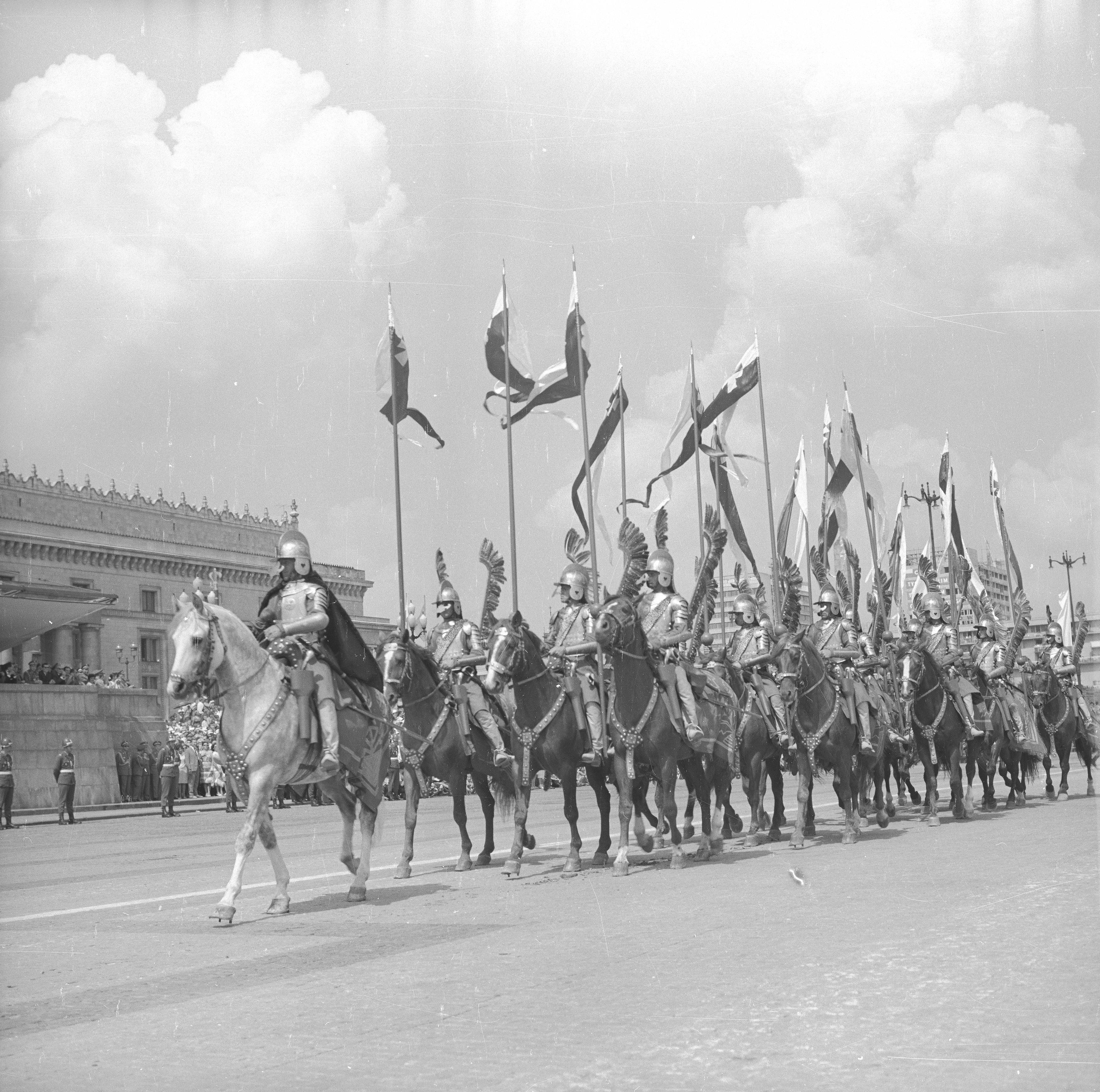
Hussariastaffel bei Feierlichkeiten in Polen 1966

Die Hussaria nimmt im polnischen Geschichtsbild eine bedeutende Rolle ein, da ihre Schlagkraft Grundlage der Großmachtstellung Polen-Litauens in der frühen Neuzeit war. Der polnische Literaturnobelpreisträger Henryk Sienkiewicz stellte sie in seiner Trilogie Ogniem i mieczem (Mit Feuer und Schwert 1884), Potop (Die Sintflut 1886) und Pan Wołodyjowski (Herr Wołodyjowski, der kleine Ritter 1888) dar, die Jerzy Hoffman von 1969 bis 1999 verfilmte (Pan Wołodyjowski, Potop und Ogniem i mieczem).
In jüngerer Zeit wird die Rolle der Hussaria bei der Abwehr der Türken 1683 betont, wobei auch islamophobe Stereotype bedient werden. So wird z. B. die zufällige Datumsgleichheit der Schlacht am Kahlenberg und der Terroranschläge am 11. September 2001 hervorgehoben, worauf auch der Originaltitel (The Day of the Siege: September Eleven 1683) des 2012er-Spielfilms Die Belagerung anspielt. Polnische Rechtsradikale bedienen sich des Motivs der Flügelhusaren in ihrer Propaganda, in der Polen als Bollwerk Europas gegen eine angebliche Islamisierung dargestellt wird.
Umgekehrt ist die Hussaria für das russisch-ukrainische Kosakentum das Symbol der polnisch-litauischen Unterdrückung und wurde entsprechend in Gogols Erzählung Taras Bulba und dessen Verfilmungen (1936, 1962 und 2009) sowie in der sowjetischen Filmbiografie über den Kosakenführer Bohdan Chmelnyzkyj von 1941 und im 2007er russischen Historienfilm 1612 – Der blutige Kampf um das Vaterland … dargestellt.